# Ів'є (Білорусь)
Ів'є (біл. Іўе, пол. Iwie) — місто в Гродненській області Білорусі. Центр Ів'євского району; розташоване за 131 км від міста Мінськ і 158 від Гродно.

## Історія
У письмових джерелах згадується в 1444 році як великокнязівський двір, дарований князем Казимиром надвірному литовському маршалку, новгородському намісникові Петрові Монтигердовичу.
Одна з версій походження назви — від татарського слова «Öyä, Eve» (гніздо, житло).
Тут здавна живуть білоруські татари; є мечеть, побудована в 1884 році на кошти, надані графинею Ельвірою Августівною Замойською, у її честь всередині мечеті встановлена меморіальна дошка. Впродовж всіх радянських років вона була єдиною в Білорусі мусульманською мечеттю, що діяла. Ів'є вважається за неофіційну татарську «столицю» Білорусі; у місті щорічно проводиться мусульманське свято, де збираються білоруські татари.

## Пам'ятки
У центральній частині міста збереглися споруди кінця XIX — початку XX століть, Петропавлівський костел (1631 року) і двоповерховий монастир бернардинців фундований литовським підскарбієм Миколаєм Кішкою (XVII–XVIII століть).